# Elecciones generales de España de 1869
Las elecciones generales de España de 1869 o elecciones constituyentes de 1869 fueron convocadas para el 15 de enero de dicho año bajo sufragio universal masculino. Fueron las primeras realizadas tras la revolución de 1868, encabezada por los generales Juan Prim y Francisco Serrano Domínguez que supuso el destronamiento de Isabel II y el fin del gobierno de Narváez, jefe del Partido Moderado. Se realizaron durante el Gobierno Provisional de 1868-1871, primer periodo del Sexenio Democrático.
En total fueron elegidos 352 diputados, aparte de los 11 de Puerto Rico y 18 de Cuba. El general Prim encabezó una coalición monárquica formada por el Partido Progresista, la Unión Liberal y los demócratas "cimbrios", que ganó las elecciones. El sector republicano mayoritario en el Partido Demócrata, que lo había refundado bajo el nombre de Partido Republicano Democrático Federal, y que estaba encabezado por Francisco Pi y Margall, Nicolás Salmerón y Emilio Castelar, obtuvo un buen resultado. También se presentaron los carlistas, aunque no obtuvieron los resultados que esperaban. 
Fue nombrado presidente del Congreso de los Diputados el demócrata "cimbrio" Nicolás María Rivero, que fue sustituido el 18 de enero de 1870 por el progresista Manuel Ruiz Zorrilla. 
El jefe de gobierno fue el general Prim hasta que fue asesinado el 27 de diciembre de 1870, tras conseguir la aprobación de la Constitución de 1869 (214 votos contra 55) y la elección como rey de España de Amadeo I. El almirante Juan Bautista Topete y Serrano organizaron el gobierno hasta que se convocaron nuevas elecciones en marzo de 1871, que fueron las primeras del reinado de Amadeo I.

## Composición del Congreso de los Diputados
| ← Elecciones generales de España del 15 de enero de 1869 →                                   |         |                             |
| Partido                                                                                      | Escaños | Líder                       |
| Coalición Progresista-Liberal: - Partido Progresista - Unión Liberal - Demócratas "cimbrios" | 236     | Juan Prim                   |
| Partido Republicano Democrático Federal                                                      | 85      | Francisco Pi y Margall      |
| Comunión Católico-Monárquica                                                                 | 20      | Carlos María de Borbón      |
| Independientes de derechas                                                                   | 3       | José Ramón Bugallal y Muñoz |
| Otros                                                                                        | 8       |                             |